# Neogosseidae
Neogosseidae zijn een familie van de buikharigen. 

## Taxonomie
De volgende taxa zijn bij de familie ingedeeld:
- Geslacht Kijanebalola Beauchamp, 1932
- Geslacht Neogossea Remane, 1927